# 紐卡斯爾 (新罕布什爾州)
紐卡斯爾（英語：New Castle）是一個位於美國新罕布什爾州羅京安縣的鎮。

## 人口
根據2020年美國人口普查的數據，紐卡斯爾的面積為5.88平方千米，當中陸地面積為2.09平方千米，而水域面積為3.78平方千米。當地共有人口1000人，而人口密度為每平方千米170人。